# Pigface
Pigface — американская супергруппа, играющая в стиле индастриал-рок. Основана в 1990 году Мартином Аткинсом и Биллом Рифлином.

## История
Группа была создана во время концертного тура группы Ministry в поддержку альбома The Mind Is a Terrible Thing to Taste. В концертный состав Ministry на время тура Элом Йоргенсеном были приглашены Мартин Аткинс, Нивек Огр и Крис Коннелли (Chris Connelly). Также в туре участвовал постоянный барабанщик группы в то время Билл Рифлин. После завершения тура Аткинс и Рифлин решили продолжить сотрудничество за рамками Ministry.
Коллектив Pigface родился с намерением держать постоянно меняющийся состав, в который приглашались различные музыканты экспериментальной направленности, многие из которых, особенно вначале, записывались на индустриальном лейбле Wax Trax! Records.
В конечном итоге Билл Рифлин покинул Pigface. Единственным постоянным участником остался Аткинс. За время существования сотни музыкантов приняли участие в записях и выступлениях группы, что гарантировало уникальность каждого альбома и каждой песни. Однако эта практика привела к некоторой отрицательной критике из-за того, что такой стиль работы не обеспечивал цельности образа и непрерывности восприятия творчества группы.

## Участники
Частичный список участников, когда-либо принимавших участие в записи и выступлениях Pigface.
- Мартин Аткинс (Public Image Ltd, Ministry, Killing Joke, Brian Brain, Murder, Inc.)[2]
- Уильям Рифлин (Ministry, Revolting Cocks, KMFDM, R.E.M., King Crimson)[2]
- Трент Резнор (Nine Inch Nails, How to Destroy Angels)[2][3][4]
- Danny Carey (Tool, Green Jellÿ)[5]
- En Esch (KMFDM, Slick Idiot)[6]
- Nivek Ogre (Skinny Puppy, ohGr)[2]
- cEvin Key (Skinny Puppy, The Tear Garden, Doubting Thomas)[4]
- Paul Barker (Ministry, Lead into Gold, Revolting Cocks)[2]
- Фли (The Red Hot Chili Peppers, Fear)[4][7]
- Chris Connelly (Ministry, Murder, Inc., Damage Manual, Revolting Cocks)[2][4]
- Дженезис Пи-Орридж (Psychic TV, Throbbing Gristle)[2]
- Dean Ween (Ween, Moistboyz)[8]
- David Yow (The Jesus Lizard, Scratch Acid)[4][9]
- Блэк Фрэнсис (Pixies, Frank Black and the Catholics)
- Joey Santiago (Pixies, The Martinis)[10]
- Steve Albini (Big Black, Rapeman, Shellac)[4]
- Майкл Джира (Swans, Angels of Light)[2]
- Джим Тёрлуэлл (Foetus, Clint Ruin, Steroid Maximus)
- Paul Raven (Killing Joke, Prong, Murder, Inc., Ministry, Godflesh)[11]
- Youth (aka Martin Glover) (Killing Joke, The Fireman)
- Paul Ferguson (Killing Joke, Warrior Soul, Murder, Inc.)[12]
- Jared Louche (Chemlab)[6]
- Alex Paterson (The Orb)
- Duane Denison (The Jesus Lizard, Tomahawk)[4]
- William Tucker (Ministry, Revolting Cocks, KMFDM, Regressive Aid)
- Лидия Ланч[4]
- Charles Levi (My Life with the Thrill Kill Kult)[6]
- Groovie Mann (My Life with the Thrill Kill Kult)[13]
- Buzz McCoy (aka Marston Daley) (My Life with the Thrill Kill Kult)[14]
- Kitty Killdare (My Life with the Thrill Kill Kult)[13]
- Laura Gomel (My Life with the Thrill Kill Kult)[15]
- Michelle Walters (Voodou, My Life with the Thrill Kill Kult, Super Sport, Bomb Gang Girlz)
- Steven Seibold (Hate Dept., Damage Manual, Super Sport)
- Duncan X (Sheep On Drugs)[16]
- Lee Fraser (Sheep On Drugs)[17]
- FM Einheit (Einsturzende Neubauten)
- Jennie Bellestar (The Belle Stars)[18]
- Wayne Static (Static-X)
- Sigtryggur «Siggi» Baldursson (Sugarcubes)
- David Wm. Sims (The Jesus Lizard, Unfact, Rapeman, Scratch Acid)
- Michael Balch (Front Line Assembly)
- Joel Gausten (The Undead)[19]
- Chris Randall (Sister Machine Gun)[6]
- Louis Svitek (Ministry, Mind Funk, M.O.D.)[20]
- JS Clayden (Pitchshifter)[21]
- Джелло Биафра (Dead Kennedys, Lard, Jello Biafra and the Guantanamo School of Medicine)[4]
- Andrew Weiss (Gone, Rollins Band, Ween, Butthole Surfers, Jello Biafra and the Guantanamo School of Medicine)[4]
- Chris Haskett (Rollins Band)[4]
- Крис Вренна (Tweaker, Nine Inch Nails, Marilyn Manson)[22]
- Jim Marcus (Die Warzau)
- Van Christie (Die Warzau)[17]
- Hanin Elias (Atari Teenage Riot)
- Meg Lee Chin (Crunch, Teknofear)[6][23]
- Edsel Dope (Dope)[24]
- Naoko Yamano (Shonen Knife)[4]
- Atsuko Yamano (Shonen Knife)[4]
- Michie Nakatani (Shonene Knife)[25]
- Taime Downe (Faster Pussycat, The Newlydeads)[26]
- «Beefcake the Mighty» (aka Michael Bishop) (Gwar, Kepone, American Grizzly)
- «Slymenstra Hymen» (aka Danielle Stampe) (Gwar, Girly Freak Show, Brothers Grim Sideshow)
- Mick Harris (Napalm Death, Scorn, Lull)
- Fallon Bowman (Amphibious Assault, Kittie)[6]
- Jason McNinch (Lick)[27]
- Alex Welz (Lick)[28]
- Krztoff (aka Chris Liggio) (Bile, Black From the Dead, Napalm)[29]
- Douglas McCarthy (Nitzer Ebb)
- Becky Wreck (Lunachicks)[30]
- Mary Byker (Apollo 440, Gaye Bykers on Acid)[2]
- Noko (aka Norman Fisher-Jones) (Apollo 440, The Cure)[17]
- Martin King (Test Dept)[31]
- Gus Ferguson (Test Dept)[32]
- Curse Mackey (Grim Faeries, Evil Mothers)[33]
- BobDog (aka Robert Catlin) (Evil Mothers, Flesh Fetish)[28]
- Algis A. Kiyzs (Swans)[34]
- Marc Heal (Cubanate, C-Tec)[28]
- Jamie Duffy (Acumen Nation, DJ? Acucrack)
- Marydee Reynolds (Chainsuck)
- Jeff Ward (Low Pop Suicide, Ministry, Revolting Cocks, Lard, Nine Inch Nails, 1000 Homo DJs)
- Mark Spybey (Dead Voices on Air)
- Lesley Rankine (Ruby, Silverfish)[2]
- Andrew «Fuzz» Duprey (Silverfish)[35]
- DJ Lumis (Bazerk)
- Dirk Flannigan (77 Luscious Babes)
- JP Centera (Darkgroove)
- Matthew Schultz (Lab Report)
- Hope Nicholls (Sugarsmack, Fetchin Bones)
- Lacey Conner (Nocturne, Lords of Acid)
- The Enigma (Human Marvels, Jim Rose Circus, Brothers Grim Sideshow, Show Devils)[36]
- Barbara Hunter (aka Barb Ruchhoft) (Roundhead, The Afghan Whigs)[37]
- Sally Timms (The Mekons)[38]
- Mark Walk (Ruby, Skinny Puppy, ohGr)[27]
- James Teitelbaum (Evil Clowns)[39]
- Flour (aka Peter Conway) (Rifle Sport, Breaking Circus, Flour)[40]
- Lee Popa (Slammin' Watusis)[40]
- Obioma Little[41]
- Sean Joyce (Revolting Cocks)[35]
- Kim Ljung (Zeromancer, Seigmen)[17]
- Alex Møklebust (Zeromancer)[17]
- Martin Bowes (Attrition)[17]
- Laurie Reade (Attrition, Black Tape for a Blue Girl, High Blue Star)[17]
- Anders Odden (Magenta, Apoptygma Berzerk, Cadaver, Celtic Frost, Satyricon)[17]
- Raziel Panic (You Shriek)[17]
- Anna Wildsmith (Sow)[42]
- Cynthia Plaster Caster[43]
- Joe Trump (Elliott Sharp’s Carbon, Brian Brain)[44]
- Mike Dillon (Les Claypool's Fancy Band, Ani DiFranco, Critters Buggin)[44]
- Fiona Kilpatrick (Dragster)
- Пенн Джиллетт (Penn & Teller)

## Дискография
Студийные альбомы
- 1991 — Gub
- 1992 — Fook
- 1994 — Notes From Thee Underground
- 1997 — A New High in Low
- 2003 — Easy Listening...
- 2009 — 6